# SMS Tegetthoff (1882)
«Тегетгофф» (нім. SMS Tegetthoff) - броненосець ВМС Австро-Угорщини другої половини 19-го століття.

## Історія створення
Броненосець «Тегетгофф» був останнім казематним броненосцем австро-угорського флоту і останнім кораблем, розробленим Йозефом фон Ромако.
Також це був єдиний броненосець, будівництво якого вдалось пробити наступнику адмірала Тегетгоффа на посту командувача флотом Фрідріху фон Пеку (нім. Friedrich von Pöck).
Корабель був закладений 1 квітня 1876 року на верфі «Stabilimento Tecnico Triestino» у Трієсті. Спущений на воду 15 жовтня 1878 року. Через фінансові труднощі будівництво корабля затримувалось. Парламент остаточно схвалив виділення коштів на добудову корабля лише у листопаді 1881 року.
Корабель вступив у стрій у вересні 1882 року. На церемонії вступу корабля у стрій був присутній імператор Франц Йосиф I.
Свою назву отримав на честь адмірала Тегетгоффа, переможця у битві біля Лісси.

## Конструкція
Конструкція корабля забезпечувала баланс між невеликою водотоннажністю (яка була обмежена через фінансові мотиви) та чудово захищеним важким озброєнням.
Корпус корабля був виготовлений зі сталі, із заліза були виготовлені лише бімси, зовнішня обшивка та фальшборт. На кораблі було подвійне дно і подвійні борти. Перебірки ділили корабель на водонепроникні відсіки.
Каземат був розроблений із врахуванням того, що основою тактики було використання таранного удару. Для цього гарматні порти були заглиблені всередину каземату шляхом улаштування півкруглих ніш. При цьому сам каземат виступав за лінію борту. Завдяки цьому гармати не виступали на лінію каземату і мали збільшені сектори обстрілу.
Озброєння корабля складалось з шести 280/18-мм казеннозарядних нарізних гармат Круппа, шести 90/24-мм гармат, двох 70/15-мм гармат, а також 11 скорострільних гармат: 9 x 47-мм гармат та 2 x 25-мм мітральєз. Ніс корабля був озброєний потужним тараном.
Корабель був прикритий бронею товщиною від 356 мм в районі міделя до 230 мм по нижній кромці та кормі. Каземат мав броню 127-305 мм, перебірки - 254-300 мм, палуба - 78 мм. Бойова рубка була захищена 178-мм бронею.
Силова установка складалась з 8 парових котлів, які працювали на одну двоциліндрову горизонтальну парову машину потужністю 6 706 к.с. Парова машина обертала один дволопатевий гвинт і забезпечувала швидкість у 14,5 вузлів. Дальність ходу становила 3 300 миль при швидкості у 10 вузлів.
Вітрильне оснащення корабля відповідало рівню шхуни. Площа вітрил становила 1 350 м².

### Модернізація
У 1891-1893 роках корабель пройшов модернізацію. У перш чергу це було викликано проблемами із паровою машиною, яка часто виходила з ладу. Після модернізації на кораблі були встановлені дві вертикальні парові машини потрійного розширення. Також було встановлено два гребних вали, які обертали два гвинти. Потужність силової установки виросла до 7 340 к.с., швидкість становила 15,5 вузлів. При цьому було демонтоване все вітрильне оснащення.
Під час модернізації було замінене озброєння корабля. Тепер воно складалось з шести 240/35-мм нарізних гармат Круппа, п'яти 152/35-мм скорострільних гармат Круппа, 2 x 70/15-мм гармат, 15 x 47-мм гармат, 2 x 8-мм мітральєз, а також двох 350-мм торпедних апаратів для стрільби торпедами Вайтгеда (один в носовій частині і один в кормовій).

## Історія служби
Через проблеми із силовою установкою кар'єра корабля у перше десятиліття служби була досить обмеженою. Корабель, включений до складу Активної ескадри, виходив в море лише у 1883, 1887 і 1888 роках.
У 1888 році броненосці «Тегетгофф», «Кайзер Макс», «Кустоца», «Дон Хуан де Астурія», «Принц Ойген» та декілька менших кораблів вирушили до Барселони для участі у церемонії відкриття Всесвітньої виставки.
У 1889 році «Тегетгофф» разом з броненосцями «Кустоца», «Кайзер Макс», «Дон Хуан де Астурія», «Принц Ойген» і «Ерцгерцог Альбрехт» брав участь в навчаннях флоту.
Після модернізації 1891-1893 років «Тегетгофф» був єдиним відносно сучасним кораблем в австро-угорському флоті. Наступник фон Пека, Максиміліан фон Штернек (нім. Maximilian Daublebsky von Sterneck), не маючи змоги забезпечити фінансування будівництва нових кораблів, намагався модернізувати австро-угорський флот, прийнявши доктрину Jeune École.
Після 1897 року «Тегетгофф» використовувався як сторожовий корабель в Полі. Під час маневрів флоту влітку 1901 року він був включений до складу резервної ескадри.
У 1912 році корабель був перейменований на «Марс», щоб його ім'я можна було присвоїти новозбудованому лінкору.
Корабель залишався в строю як сторожовий корабель після початку Першої світової війни. Вночі 2 листопада 1916 року корабель, який перебував у Фажані, був атакований італійським торпедним човном MAS. У нього влучили 2 торпеди, які, проте, не вибухнули.
У 1917 році використовувався як навчальний корабель для унтер-офіцерів.
У 1918 році корабель був переданий югославській Національній раді. За умовами мирного договору після закінчення Першої світової війни корабель був переданий Італії, де він був розібраний до 1920 року.